# Farwell, Michigan
Farwell är en by (village) i Clare County i Michigan. Enligt 2020 års folkräkning hade Farwell 880 invånare.